# Criature
Criature è un film del 2024 diretto da Cécile Allegra.

## Trama
Mimmo Sannino si dedica con passione a riportare sui banchi di scuola ragazzi che hanno lasciato gli studi, aiutandoli a conseguire il diploma di terza media.
Attraverso trampoli, letture ispiratrici come Il Barone Rampante e l’aiuto della sua collaboratrice Anna, un’assistente sociale, Sannino cerca di creare un’alternativa al degrado e alla criminalità che affliggono il quartiere.
Tra i giovani coinvolti, ci sono Daniela, costretta a lavorare al banco del padre, Margherita, che ha lasciato la scuola per diventare parrucchiera, e Ciro, cresciuto da solo con il fratello. Tuttavia, la sua missione incontra l’ostilità delle famiglie locali e dei boss criminali, rendendo la lotta per il riscatto sociale ancora più difficile.

## Promozione
Il primo trailer del film è stato diffuso il 6 novembre 2024.

## Distribuzione
Il film è uscito nelle sale italiane il 5 dicembre 2024, distribuito da Medusa Film.